# 網尻郡
網尻郡（日语：／ Abashiri gun */?）為過去日本北海道釧路國轄下的郡，轄區包函現在的網走郡美幌町、津別町區域。成立於1869年北海道設置11國86郡時，已於1881年被併入北見國網走郡。

## 沿革
- 1869年8月15日：北海道設置11國86郡，釧路國網尻郡成立。
- 1881年7月：全郡的杵端邊村、古梅村、美幌村、活汲村、達媚村、飜木禽村六村被併入北見國網走郡。[1]